# 马尼亚里亚
马尼亚里亚（西班牙語：Mañaria）是西班牙巴斯克自治区比斯开省的一个市镇。总面积18平方公里，总人口453人（2001年），人口密度25人/平方公里。